# Spisula subtruncata

Höger klaff
Vänster klaff

Spisula subtruncata är en musselart som först beskrevs av da Costa 1778.  Spisula subtruncata ingår i släktet Spisula och familjen Mactridae. Arten är reproducerande i Sverige. Inga underarter finns listade i Catalogue of Life.
Spisula subtruncata

Brun form Höger klaff
Brun form Vänster klaff
Grå form Höger klaff
Grå form Vänster klaff

Spisula subtruncata var. triangula
- Höger klaff
- Vänster klaff